# 에메랄드 캐슬
에메랄드 캐슬(영어: Emerald Castle)은 대한민국의 록 밴드이다. 1997년에 데뷔했으며, 데뷔당시 N.EX.T의 신해철, 김영석이 프로듀싱을 맡은 1집 《Invitation》의 타이틀곡 〈발걸음〉으로 큰 인기를 얻었고 7개의 정규 및 싱글 앨범을 통해 그들만의 음악을 고수해오며 여전히 많은 사랑을 받고 있다.

## 음반 목록

### 정규 앨범
- 1997년 1집 《Invitation》
- 1998년 2집 《Circle》
- 2001년 3집 《Dual Minded》

### 싱글 앨범
- 2016년 《REBUILT》
- 2016년 《Dear》
- 2017년 《Promise》
- 2017년 《Summer Fantastic》